# الحوافز الضريبية في ماليزيا
دشنت ماليزيا عددًا من الحوافز الضريبية لتشجيع أشكال معينة من النشاط الاقتصادي. تقوم العديد من الحوافز الضريبية ببساطة بإزالة جزء أو عبء الضريبة من المعاملات التجارية. في ماليزيا ، تم تحديد سقف معدل ضريبة الشركات بنسبة 25٪. ومع ذلك ، فإن الشركة المؤهلة للحصول على حافز ضريبي قد تدفع فقط متوسط معدل ضريبي فعال يبلغ 7.5٪ ، مع خضوع 30٪ فقط من أرباح الشركة للضريبة. هذا مثال جيد على كيفية استفادة الشركات من الحوافز التي تقدمها الحكومة الماليزية.
هناك عدد من الحوافز الضريبية الممنوحة لأصحاب المشاريع لتشجيع نمو الأعمال التجارية وتطويرها. لذلك ، استفادت العديد من الشركات من مختلف الحوافز الضريبية المتاحة لمصلحتها. وقد زودتهم المعرفة الجيدة بهذه الحوافز الضريبية بأفكار للتخطيط الفعال لاستراتيجيات أعمالهم واستثماراتهم. على هذه الشركات أن تسعى للحصول على آراء الخبراء حول جميع الحوافز الضريبية المتاحة قبل الاستثمار ، لأن الحوافز تختلف وفقًا لهيكل الأعمال. على سبيل المثال ، تتوفر حوافز معينة فقط للشركات الخاصة المحدودة أو الشركات العامة المدرجة في ماليزيا.

## الحوافز المحددة

### حالة رائدة (PS)
عادة ما تكون هذه ضريبة إعفاء جزئي على دفع الضرائب لمدة خمس سنوات. كحافز ، يتم إعفاء حامل الضريبة حتى 70 بالمائة من دخله القانوني ، وبالتالي يتم دفع 7.2 بالمائة فقط.
الحافز متاح للشركات التي تشارك في الأنشطة التجارية أو في إنتاج المنتجات المروجة وتحدد هيئة تنمية الاستثمار الماليزية (MIDA) المنتج أو النشاط الذي يتم الترويج له.

### بدل ضريبة الاستثمار (ITA)
استثمار مؤهل لإنتاج المنتجات المروجة. هذه الضريبة مناسبة بشكل خاص للشركات ذات الرأسمال الكبير ولكن لا يمكن أن تحقق عوائد خلال فترة زمنية قصيرة. يتم توفيرها للآلات والمعدات التي حصلت عليها الشركة خلال فترة الإعفاء الضريبي ، عادةً من 5 إلى 10 سنوات. المعدل العادي للعلاوة هو 60 في المائة على المصروفات الرأسمالية المؤهلة. يمكن مقاصة ITA مقابل 70 في المائة من الدخل القانوني للشركات.

### بدل إعادة الاستثمار (RA)
وفقًا لقانون ضريبة الدخل لعام 1967 ، الجدول 7 أ - بدل إعادة الاستثمار الخاضع لهذا الجدول ، حيث كانت الشركة المقيمة في ماليزيا تعمل لمدة لا تقل عن اثني عشر شهرًا ؛ وتكبدت في فترة الأساس لمدة عام لتقييم النفقات الرأسمالية على مصنع أو مصنع أو آلة مستخدمة في ماليزيا لأغراض مشروع مؤهل هناك يجب أن تُمنح للشركة عن تلك السنة من التقييم بدل إعادة استثمار بمبلغ مساوٍ إلى ستين في المائة من تلك النفقات: شريطة ألا تشمل هذه النفقات النفقات الرأسمالية المتكبدة على المصانع أو الآلات التي يتم توفيرها كليًا أو جزئيًا لاستخدام مدير أو فرد عضو في الإدارة أو إداري أو كتابي العاملين.

## الأساليب
يوجد في ماليزيا مجموعة متنوعة من الحوافز الضريبية لتشجيع الاستثمارات سواء من قبل المستثمرين الأجانب المباشرين أو المستثمرين المحليين. هناك أربعة أنماط من الحوافز يجب مناقشتها بوضوح.
| طريقة الحافز                           | التدبير الحافز |
| -------------------------------------- | --- |
| إعفاء كامل أو جزئي من الدخل القانوني   | مركز التوزيع الإقليمي المقر التشغيلي مركز المشتريات الدولي بدل لزيادة الصادرات شركة تجارية ماليزية دولية شركة Contract R&D إلخ.                                  |
| إعفاء إضافي للنفقات الرأسمالية المؤهلة | بدل ضريبة الاستثمار بدل إعادة الاستثمار شركة R&D شركة R&D الخ.                                                                                                   |
| خصم مزدوج                              | بحث معتمد ترويج الصادرات الترويج لتصدير الخدمات المؤهلة مدفوعات لشركة البحث والتطوير التعاقدية مقابل الخدمات قسط التأمين على الصادرات مع شركة التأمين الماليزية. |
| معدل الضريبة التفضيلي                  | أعمال إعادة التأمين الداخلي خدمات إدارة صندوق أعمال التأمين الخارجي للمستثمرين الأجانب وما إلى ذلك.                                                              |